# Ive Šubic
Ive Šubic, slovenski slikar in grafik, * 23. april 1922, Hotovlja pri Poljanah nad Škofjo Loko, † 29. december 1989, Škofja Loka. 
Leta 1940 se je vpisal na Akademijo za likovno umetnost v Zagrebu, leta 1941 odšel v partizane. Bil je borec Cankarjevega bataljona in Tomšičeve brigade, kasneje pa ilustrator in vodja grafičnega oddelka Centralne tehnike. Po vojni je nadaljeval študij slikarstva na Akademiji za likovno umetnost v Ljubljani pri profesorjih Gojmirju Antonu Kosu in Božidarju Jakcu. Diplomiral 1948, 1950 zaključil specialko za slikarstvo pri profesorju Gabrijelu Stupici.
Slikal v olju in temperi, ukvarjal se je tudi z grafiko, knjižno ilustracijo in zidnim slikarstvom.

## Nagrade
- Levstikova nagrada, 1966 - z Jožetom Ciuho za ilustracije v knjigi F. Planina, Jugoslavija
- Levstikova nagrada, 1968 - za ilustracije v knjigi T. Kuntner, Lesnika in D. G. Mukerdji, Mladost v Džungli
- Nagrada Prešernovega sklada, 1968 - za slikarska dela, razstavljena leta 1967 v galeriji Škofjeloškega muzeja
- Prešernova nagrada, 1979 - za likovne stvaritve